# Tel Katifa
Tel Katifa (hebrejsky: תל קטיפה, podle stejnojmenného archeologického naleziště z Kanaánského období) byla malá izraelská osada nacházející se v severovýchodní části bloku osad Guš Katif v Pásmu Gazy, která byla evakuována v rámci Izraelského plánu jednostranného stažení v roce 2005.

## Dějiny
Tel Katifa byla založena v květnu 1992 několik měsíců před podpisem mírové dohody z Osla na středomořském pobřeží. Zakladateli byla druhá generace farmářů z bloku Guš Katif. Obyvatelé se zabývali zemědělstvím a turistikou. Kromě přilehlé pláže u Středozemního moře disponovala osada i přírodním jezerem s písečnými břehy. Jezero bylo využíváno pro zavlažování skleníků. Malé vojenské předsunuté stanoviště s několika izraelskými vojáky mělo stanoviště u hlavní brány, strážnou věž a tank. Osada měla provizorní charakter a nezískala oficiální statut samostatné obce, třebaže fakticky šlo o samostatné sídlo s vlastním zastoupením v Oblastní radě Chof Aza. Několik prvních let byly podmínky bydlení nelehké. Osadníci přebývali v mobilních karavanech a elektřina byla poskytována generátorem, který však nepracoval celý den. Tlak vody byl nízký, a když byly zavlažovány skleníky, nebyl dostatek vody pro osobní použití. Situace se však zlepšila v roce 1998 a v roce 2000, kdy se osada rozšířila o některé obyvatele osad Ganej Tal, Katif a Neve Dekalim. Byly vybudovány obytné domy, jesle a mikve. Územní plán obce počítal s výhledovou výstavbou 64 domů a se zřízením turistického letoviska okolo zdejšího jezera.
Tel Katifa byla 17. srpna 2005 evakuována izraelskou armádou a izraelskou policií. Domy osadníků byly poté zdemolovány a předány palestinským Arabům.

## Demografie
Obyvatelstvo Tel Katifa bylo smíšené, tedy složené ze sekulárních i nábožensky založených Izraelců. Přesné údaje o demografickém vývoji nejsou k dispozici, protože osada nezískala formální statut samostatné obce. Databáze rady Ješa tu ale k roku 2003 uvádí 60 stálých obyvatel.